# Jack Daniels (Leichtathletiktrainer)
Jack Tupper Daniels (* 26. April 1933 in Detroit) ist ein ehemaliger Pentathlet, späterer Professor für Sport und Trainer für Langstreckenlauf an der State University of New York, Cortland. Er promovierte an der University of Wisconsin–Madison im Fachgebiet Sportphysiologie.
Die Zeitschrift Runner’s World nannte ihn den „besten Trainer der Welt“. Daniels erläutert seine Trainingsprinzipien in seinem 1998 erschienenen Bestseller Daniels’ Running Formula (deutsch: „Die Laufformel“). Er wohnt in Flagstaff, Arizona und ist dort als Berater und Trainer für einige der erfolgreichsten US-amerikanischen Langstreckenläufer tätig.
Mit der US-amerikanischen Mannschaft gewann er bei Olympischen Spielen 1956 die Silber- sowie 1960 die Bronzemedaille.